# Cojimíes
Cojimíes ist eine Ortschaft und eine Parroquia rural („ländliches Kirchspiel“) im Kanton Pedernales der ecuadorianischen Provinz Manabí. Die Parroquia besitzt eine Fläche von 737,4 km². Die Einwohnerzahl lag im Jahr 2010 bei 13.708. Die Parroquia wurde im Jahr 1911 im Kanton Sucre gegründet und 1992 in den neu gegründeten Kanton Pedernales überführt.

## Lage
Die Parroquia Cojimíes liegt im äußersten Norden der Provinz Manabí. Sie reicht von der Pazifikküste bis 40 km ins Landesinnere. Der Hauptort Cojimíes liegt an der nördlichen Spitze einer Halbinsel. Der Ort Cojimíes befindet sich 31 km nördlich vom Kantonshauptort Pedernales. Die Fernstraße E15 (Esmeraldas–Manta) führt durch das Gebiet.
Die Parroquia Cojimíes grenzt im Norden und im Osten an die Kantone Muisne und Quinindé der Provinz Esmeraldas sowie im Süden an die Parroquia Pedernales.

## Ökologie
Der Osten der Parroquia liegt innerhalb der Reserva Ecológica Mache Chindul.